# Klubowy Puchar Europy w szachach (2017)
2017 – trzydziesty trzeci sezon Klubowego Pucharu Europy w szachach. Rozgrywki odbyły się w Antalyi w dniach 8–14 października 2017 roku. Tytuł zdobył rosyjski Globus.

## Format rozgrywek
Turniej odbywał się systemem szwajcarskim na dystansie siedmiu rund. W przypadku identycznej liczby punktów decydował system Sonneborna-Bergera, a przy dalszej równości – łączna liczba punktów uzyskanych przez zawodników.

## Uczestnicy
W nawiasie podano średni ranking Elo. Źródło: OlimpBase

- 3Cs Chess Club (2275)
- White Rose Chess Club (2250)
- Odlar Yurdu (2634)
- Elektroprivreda Crne Gore Nikšić (2197)
- AVE Nový Bor (2698)
- SK Nordkalotten (2301)
- Etelä-Vantaan Shakki (2289)
- Nice Alekhine (2549)
- SA Chania (1981)
- Leidsch SG (2416)
- Adare Chess Club (2091)
- Gonzaga Chess Club (2108)
- St Benildus Chess Club (2013)
- Skákdeild Fjölnis (2301)
- Víkingaklúbburinn (2084)
- Beer Sheva Chess Club (2569)
- Hasan Prisztina (2212)
- KSH Dardania (2150)
- Makabi Wilno (2310)
- Gambit Bonnevoie (2219)
- TSI Ryga (2371)
- Alkaloid Skopje (2724)
- Gambit-Aseko Skopje (2370)
- Oslo SS (2357)
- Vålerenga SK (2278)
- Globus (2772)
- Miednyj Wsadnik Petersburg (2711)
- SzSM Legacy Square Moskwa (2663)
- CȘM Baia Mare (2573)
- ŠK Dunajská Streda (2448)
- Beşiktaş JK (2338)
- Genç Akademisyenler Derneği (2164)
- Hatay Büyükşehir Belediyespor (1420)
- Kahramanmaraş Belediye SK (2084)
- Obiettivo Risarcimento Padova (2547)
- Scacchi Augusta Perusia (2294)

## Rozgrywki

### Runda 1
Źródło: OlimpBase
8 października 2017
| Skákdeild Fjölnis – Globus 0:6                                  |
| Alkaloid Skopje – Scacchi Augusta Perusia 4½:1½                 |
| Etelä-Vantaan Shakki – Miednyj Wsadnik Petersburg 0:6           |
| AVE Nový Bor – Vålerenga SK 6:0                                 |
| 3Cs Chess Club – SzSM Legacy Square Moskwa ½:5½                 |
| Odlar Yurdu – White Rose Chess Club 5½:½                        |
| Gambit Bonnevoie – CȘM Baia Mare ½:5½                           |
| Beer Sheva Chess Club – Hasan Prisztina 5:1                     |
| Elektroprivreda Crne Gore Nikšić – Nice Alekhine ½:5½           |
| Obiettivo Risarcimento Padova – Genç Akademisyenler Derneği 5:1 |
| KSH Dardania – ŠK Dunajská Streda 0:6                           |
| Leidsch SG – Gonzaga Chess Club 3½:2½                           |
| Adare Chess Club – TSI Ryga 2:4                                 |
| Gambit-Aseko Skopje – Víkingaklúbburinn 6:0                     |
| Kahramanmaraş Belediye SK – Oslo SS 3:3                         |
| Beşiktaş JK – St Benildus Chess Club 5:1                        |
| SA Chania – Makabi Wilno' 1:5                                   |
| SK Nordkalotten – Hatay Büyükşehir Belediyespor 6:0             |

### Runda 2
Źródło: OlimpBase
9 października 2017
| Globus – CȘM Baia Mare 4½:1½                                   |
| Miednyj Wsadnik Petersburg – Nice Alekhine 4:2                 |
| Beer Sheva Chess Club – AVE Nový Bor 2½:3½                     |
| ŠK Dunajská Streda – Obiettivo Risarcimento Padova 2½:3½       |
| Beşiktaş JK – Gambit-Aseko Skopje 2:4                          |
| Makabi Wilno – SK Nordkalotten 3½:2½                           |
| SzSM Legacy Square Moskwa – Alkaloid Skopje 3½:2½              |
| TSI Ryga – Odlar Yurdu 1½:4½                                   |
| Oslo SS – Leidsch SG 2½:3½                                     |
| Gonzaga Chess Club – Kahramanmaraş Belediye SK 1:5             |
| Gambit Bonnevoie – Adare Chess Club 3½:2½                      |
| Scacchi Augusta Perusia – Elektroprivreda Crne Gore Nikšić 3:3 |
| Hasan Prisztina – Skákdeild Fjölnis ½:5½                       |
| Genç Akademisyenler Derneği – Etelä-Vantaan Shakki 4:2         |
| St Benildus Chess Club – Vålerenga SK ½:5½                     |
| KSH Dardania – SA Chania 2:4                                   |
| Víkingaklúbburinn – 3Cs Chess Club 1½:4½                       |
| White Rose Chess Club – Hatay Büyükşehir Belediyespor 6:0      |

### Runda 3
Źródło: OlimpBase
10 października 2017
| AVE Nový Bor – Globus 2½:3½                                |
| Odlar Yurdu – Obiettivo Risarcimento Padova 3½:2½          |
| SzSM Legacy Square Moskwa – Miednyj Wsadnik Petersburg 3:3 |
| Gambit-Aseko Skopje – Makabi Wilno 3½:2½                   |
| Leidsch SG – Kahramanmaraş Belediye SK 5:1                 |
| White Rose Chess Club – ŠK Dunajská Streda 1½:4½           |
| SK Nordkalotten – TSI Ryga 1:5                             |
| Skákdeild Fjölnis – Beer Sheva Chess Club 0:6              |
| Vålerenga SK – Alkaloid Skopje 0:6                         |
| Nice Alekhine – 3Cs Chess Club 4½:1½                       |
| SA Chania – Beşiktaş JK 0:6                                |
| CȘM Baia Mare – Genç Akademisyenler Derneği 5:1            |
| Scacchi Augusta Perusia – Gambit Bonnevoie 5:1             |
| Elektroprivreda Crne Gore Nikšić – Oslo SS 2:4             |
| Víkingaklúbburinn – Gonzaga Chess Club 4:2                 |
| Adare Chess Club – Hasan Prisztina 2:4                     |
| Hatay Büyükşehir Belediyespor – KSH Dardania 0:6           |
| Etelä-Vantaan Shakki – St Benildus Chess Club 5:1          |

### Runda 4
Źródło: OlimpBase
11 października 2017
| Globus – Gambit-Aseko Skopje 5½:½                      |
| Leidsch SG – Odlar Yurdu 1:5                           |
| Miednyj Wsadnik Petersburg – Beer Sheva Chess Club 3:3 |
| ŠK Dunajská Streda – SzSM Legacy Square Moskwa 1½:4½   |
| Makabi Wilno – AVE Nový Bor 0:6                        |
| Obiettivo Risarcimento Padova – Beşiktaş JK 3½:2½      |
| Alkaloid Skopje – Nice Alekhine 5:1                    |
| TSI Ryga – CȘM Baia Mare 1½:4½                         |
| Oslo SS – Scacchi Augusta Perusia 2½:3½                |
| Kahramanmaraş Belediye SK – SK Nordkalotten 4:2        |
| Skákdeild Fjölnis – White Rose Chess Club 4½:1½        |
| 3Cs Chess Club – Hasan Prisztina 5:1                   |
| Genç Akademisyenler Derneği – Gambit Bonnevoie 5:1     |
| Vålerenga SK – KSH Dardania 4½:1½                      |
| Etelä-Vantaan Shakki – Víkingaklúbburinn 3½:2½         |
| Elektroprivreda Crne Gore Nikšić – SA Chania 4½:1½     |
| Gonzaga Chess Club – Hatay Büyükşehir Belediyespor 5:1 |
| St Benildus Chess Club – Adare Chess Club 1:5          |

### Runda 5
Źródło: OlimpBase
12 października 2017
| Odlar Yurdu – Globus 3:3                                    |
| AVE Nový Bor – SzSM Legacy Square Moskwa 3½:2½              |
| Obiettivo Risarcimento Padova – Alkaloid Skopje ½:5½        |
| Miednyj Wsadnik Petersburg – Leidsch SG 5½:½                |
| CȘM Baia Mare – Gambit-Aseko Skopje 5½:½                    |
| Beer Sheva Chess Club – Scacchi Augusta Perusia 6:0         |
| Beşiktaş JK – Kahramanmaraş Belediye SK 4½:1½               |
| Makabi Wilno – ŠK Dunajská Streda 1½:4½                     |
| Nice Alekhine – Genç Akademisyenler Derneği 4½:1½           |
| TSI Ryga – Etelä-Vantaan Shakki 4:2                         |
| 3Cs Chess Club – Skákdeild Fjölnis 3½:2½                    |
| Oslo SS – Vålerenga SK 2½:3½                                |
| SK Nordkalotten – Elektroprivreda Crne Gore Nikšić 5:1      |
| SA Chania – Gonzaga Chess Club 2½:3½                        |
| KSH Dardania – Adare Chess Club 3½:2½                       |
| Gambit Bonnevoie – White Rose Chess Club 2:4                |
| Hasan Prisztina – Víkingaklúbburinn 3½:2½                   |
| Hatay Büyükşehir Belediyespor – St Benildus Chess Club ½:5½ |

### Runda 6
Źródło: OlimpBase
13 października 2017
| Alkaloid Skopje – Globus 3:3                            |
| Odlar Yurdu – Miednyj Wsadnik Petersburg 3½:2½          |
| CȘM Baia Mare – AVE Nový Bor 3:3                        |
| SzSM Legacy Square Moskwa – Beer Sheva Chess Club 3½:2½ |
| Nice Alekhine – Obiettivo Risarcimento Padova 2½:3½     |
| Gambit-Aseko Skopje – ŠK Dunajská Streda 3:3            |
| Beşiktaş JK – 3Cs Chess Club 3½:2½                      |
| Leidsch SG – TSI Ryga 4½:1½                             |
| Kahramanmaraş Belediye SK – Vålerenga SK 1½:4½          |
| Scacchi Augusta Perusia – SK Nordkalotten 3:3           |
| White Rose Chess Club – Makabi Wilno 1½:4½              |
| Gonzaga Chess Club – Skákdeild Fjölnis 2:4              |
| Etelä-Vantaan Shakki – KSH Dardania 2½:3½               |
| Genç Akademisyenler Derneği – Oslo SS 2½:3½             |
| Hasan Prisztina – Elektroprivreda Crne Gore Nikšić 3:3  |
| Adare Chess Club – SA Chania ½:5½                       |
| Víkingaklúbburinn – St Benildus Chess Club 3:3          |
| Hatay Büyükşehir Belediyespor – Gambit Bonnevoie ½:5½   |

### Runda 7
Źródło: OlimpBase
14 października 2017
| AVE Nový Bor – Odlar Yurdu 3½:2½                                 |
| Globus – SzSM Legacy Square Moskwa 4½:1½                         |
| Alkaloid Skopje – CȘM Baia Mare 4:2                              |
| Obiettivo Risarcimento Padova – Miednyj Wsadnik Petersburg 1½:4½ |
| Leidsch SG – Beşiktaş JK 4:2                                     |
| ŠK Dunajská Streda – Vålerenga SK 5:1                            |
| Beer Sheva Chess Club – Gambit-Aseko Skopje 4:2                  |
| Makabi Wilno – Nice Alekhine ½:5½                                |
| Skákdeild Fjölnis – TSI Ryga 3:3                                 |
| KSH Dardania – 3Cs Chess Club 2½:3½                              |
| Scacchi Augusta Perusia – Kahramanmaraş Belediye SK 4:2          |
| SK Nordkalotten – Oslo SS 2½:3½                                  |
| Gonzaga Chess Club – Hasan Prisztina 2:4                         |
| White Rose Chess Club – Genç Akademisyenler Derneği 4:2          |
| SA Chania – Etelä-Vantaan Shakki 2½:3½                           |
| Elektroprivreda Crne Gore Nikšić – Víkingaklúbburinn 2:4         |
| St Benildus Chess Club – Gambit Bonnevoie 2½:3½                  |
| Adare Chess Club – Hatay Büyükşehir Belediyespor 5:1             |

## Klasyfikacja
Źródło: OlimpBase
| Msc | Zespół                           | M | W | R | P | Pkt |
| --- | -------------------------------- | - | - | - | - | --- |
| 1   | Globus                           | 7 | 5 | 2 | 0 | 12  |
| 2   | Alkaloid Skopje                  | 7 | 5 | 1 | 1 | 11  |
| 3   | Odlar Yurdu                      | 7 | 5 | 1 | 1 | 11  |
| 4   | AVE Nový Bor                     | 7 | 5 | 1 | 1 | 11  |
| 5   | Miednyj Wsadnik Petersburg       | 7 | 4 | 2 | 1 | 10  |
| 6   | Leidsch SG                       | 7 | 5 | 0 | 2 | 10  |
| 7   | Beer Sheva Chess Club            | 7 | 4 | 1 | 2 | 9   |
| 8   | SzSM Legacy Square Moskwa        | 7 | 4 | 1 | 2 | 9   |
| 9   | CȘM Baia Mare                    | 7 | 4 | 1 | 2 | 9   |
| 10  | ŠK Dunajská Streda               | 7 | 4 | 1 | 2 | 9   |
| 11  | Nice Alekhine                    | 7 | 4 | 0 | 3 | 8   |
| 12  | Obiettivo Risarcimento Padova    | 7 | 4 | 0 | 3 | 8   |
| 13  | Beşiktaş JK                      | 7 | 4 | 0 | 3 | 8   |
| 14  | 3Cs Chess Club                   | 7 | 4 | 0 | 3 | 8   |
| 15  | Scacchi Augusta Perusia          | 7 | 3 | 2 | 2 | 8   |
| 16  | Vålerenga SK                     | 7 | 4 | 0 | 3 | 8   |
| 17  | TSI Ryga                         | 7 | 3 | 1 | 3 | 7   |
| 18  | Oslo SS                          | 7 | 3 | 1 | 3 | 7   |
| 19  | Gambit-Aseko Skopje              | 7 | 3 | 1 | 3 | 7   |
| 20  | Skákdeild Fjölnis                | 7 | 3 | 1 | 3 | 7   |
| 21  | Hasan Prisztina                  | 7 | 3 | 1 | 3 | 7   |
| 22  | Makabi Wilno                     | 7 | 3 | 0 | 4 | 6   |
| 23  | White Rose Chess Club            | 7 | 3 | 0 | 4 | 6   |
| 24  | KSH Dardania                     | 7 | 3 | 0 | 4 | 6   |
| 25  | Etelä-Vantaan Shakki             | 7 | 3 | 0 | 4 | 6   |
| 26  | Gambit Bonnevoie                 | 7 | 3 | 0 | 4 | 6   |
| 27  | SK Nordkalotten                  | 7 | 2 | 1 | 4 | 5   |
| 28  | Kahramanmaraş Belediye SK        | 7 | 2 | 1 | 4 | 5   |
| 29  | Víkingaklúbburinn                | 7 | 2 | 1 | 4 | 5   |
| 30  | Genç Akademisyenler Derneği      | 7 | 2 | 0 | 5 | 4   |
| 31  | Gonzaga Chess Club               | 7 | 2 | 0 | 5 | 4   |
| 32  | Elektroprivreda Crne Gore Nikšić | 7 | 2 | 0 | 5 | 4   |
| 33  | SA Chania                        | 7 | 2 | 0 | 5 | 4   |
| 34  | Adare Chess Club                 | 7 | 2 | 0 | 5 | 4   |
| 35  | St Benildus Chess Club           | 7 | 1 | 1 | 5 | 3   |
| 36  | Hatay Büyükşehir Belediyespor    | 7 | 0 | 0 | 7 | 0   |